# Zlatolistna golobica
Zlatolistna golobica (znanstveno ime Russula aurea) je gliva iz rodu golobic (Russula).
To vrsto so dolgo let vodili pod imenom Russula aurata, ki je nastalo iz prvotnega imena Agaricus auratus, ki ga je leta 1801 zapisal angleški naravoslovec William Withering. Oče sodobne mikologije Elias Magnus Fries jo je leta 1838 uvrstil v rod Russula. Sedanje ime Russula aurea pa je že leta 1796 zapsial Christian Hendrik Persoon. Zaradi tega precedensa se vrsta danes vodi pod tem imenom. Obe imeni izvirata iz latinske besede aurum – zlato, od koder izvira tudi slovensko ime.

## Značilnosti
Zlatolistna golobica je srednje velika vrsta z oranžno rdečim, rumenim klobukom, ki doseže v premeru od 4 do 10 cm in je sprva polkrožen, s podvihanim robom, nato pa se zravna in na temenu nekoliko udre. Gladka, opečnato rdeča ali oranžna do rumena kožica se na robu zlahka lupi. Obrobje je pri starih gobah malo nažlebljeno.
Na spodnji strani je trosovnica, ki je sestavljena iz rumenkastih, širokih, srednje gostih in pri betu zaokroženih lističev, ki imajo zlatorumene ostrinke. Lističi se ne dotikajo beta.
Bet je rumen, valjast, poln, gladek in rahlo ukrivljen. Visok je od 3 do 8 cm ter širok od 1 do 2 cm in je ponekod lahko rjavo lisast.
Meso zlatolistne golobice je belo in trdno. Pod kožico klobuka je rumene barve, ima pa prijeten vonj in mil okus.
Kemične reakcije na mesu klobuka:
- železov sulfat: mesnato rožnata
- fenol: rdeče rjava[3]

## Razširjenost in življenjski prostor
Zlatolistna golobica raste v mešanih gozdovih v skupinah od poletja do začetka jeseni in je razmeroma redka vrsta. Na vzhodu sega njeno rastišče vse do Črnega morja.

## Mikroskopske značilnosti
Trosni prah je svetlo rumene barve. Trosi so jajčasto elipsasti, z bradavicami, ki so občasno povezane z grebeni. Trosi merijo 7,7–10,6 x 6–8,8 μm.

## Podobne vrste
- oranžna golobica (Russula aurantiaca) ima bel, rožnato nadahnjen bet in raste pod brezami
- spolzka golobica (Russula laeta) raste pod bukvami, ima bel bet, rožnato oranžno obrobje klobuka, rumeno ali okrasto osrednje, ter rumeno okrast trosni prah.

## Uporabnost
Užitna in vsestransko uporabna goba. Okusna je tako sveža kot konzervirana. 

## Galerija slik
- ilustracija
- klobuk, lističi in bet
- trosi